# Кибицрајхе
Кибицрајхе (њем. Kiebitzreihe) општина је у њемачкој савезној држави Шлезвиг-Холштајн. Једно је од 112 општинских средишта округа Штајнбург. Према процјени из 2010. у општини је живјело 2.207 становника. Посједује регионалну шифру (AGS) 1061050, NUTS (DEF0E) и LOCODE (DE KTZ) код.

## Географски и демографски подаци
Кибицрајхе се налази у савезној држави Шлезвиг-Холштајн у округу Штајнбург. Општина се налази на надморској висини од 4 метра. Површина општине износи 8,7 km². У самом мјесту је, према процјени из 2010. године, живјело 2.207 становника. Просјечна густина становништва износи 254 становника/km².